# East Providence (Rhode Island)
East Providence è una città degli Stati Uniti d'America, nella Contea di Providence, nello Stato del Rhode Island.
La popolazione era di 48.688 abitanti nel censimento del 2000, passati a 48.779 secondo una stima del 2007.